# المشرافة (النادرة)

تعديل مصدري - تعديل

المشرافة محلة تابعة لقرية بيت النديش، التابعة لعزلة مالك بمديرية النادرة إحدى مديريات محافظة إب في الجمهورية اليمنية، بلغ تعداد سكانها 113 حسب تعداد اليمن لعام 2004.